# Ère des tulipes
Cet article traite d'une période de l'histoire ottomane. Pour la période de spéculation sur le prix des bulbes de tulipe aux Pays-Bas, voir Tulipomanie.
L’Ère des Tulipes ou Période des Tulipes (21 juillet 1718 - 28 septembre 1730) (turc ottoman : لاله دورى, turc : Lâle Devri) est une période de l'histoire ottomane qui débute avec le traité de Passarowitz et s'achève avec la rébellion de Patrona Halil. Relativement pacifique, cette période a vu le début de l'occidentalisation de l'Empire ottoman.
Le nom de la période est issu de la mode des tulipes au sein de la cour ottomane. Cultiver cet emblème culturellement ambigu était devenu une pratique célébrée. La période des tulipes a illustré les conflits générés par les prémices de la culture de consommation et était un symbole matériel commun. Durant cette période, l'élite et la haute société ottomanes ont acquis un immense goût pour les tulipes, qui étaient utilisées en diverses occasions. Les tulipes symbolisaient la noblesse et les privilèges, tant au sens vénal qu'au sens de disponibilité pour les loisirs.

## Naissance et développement

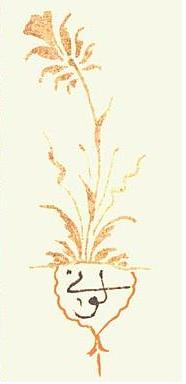
Dessin d'une tulipe par Abdulcelil Levni (1720)

Sous la gouvernance du gendre du sultan, le grand vizir Nevşehirli Damat Ibrahim Pacha, l'Empire ottoman a lancé dans cette période de nouvelles politiques et des programmes qui ont établi la première presse en turc ottoman et promu le commerce et l'industrie.
Le Grand Vizir était soucieux d'améliorer les relations commerciales et d'accroître les recettes commerciales, ce qui pourrait aider à expliquer le retour aux jardins et le style plus ouvert de la cour ottomane au cours de cette période. Le Grand Vizir était lui-même très friand de bulbes de tulipes, un exemple pour l'élite d'Istanbul qui a commencé à chérir la variété infinie des tulipes et à célébrer sa saisonnalité.
La norme d'habillement et la culture des produits de base ottomanes ont incorporé la passion des Ottomans pour la tulipe. Dans Istanbul, on pouvait trouver des tulipes dans des endroits allant des marchés aux fleurs à ceux d'arts plastiques et à ceux des soies et textiles. On trouvait des bulbes de tulipes partout ; la demande a augmenté au sein de l'élite où on pouvait les trouver dans les maisons et les jardins.
La tulipe devint un symbole d'appel mythique, qui peut être trouvé des palais jusqu'aux vêtements ottomans et rappelle le passé social de l'Empire ottoman. La tulipe peut être considérée comme un monument romantique représentant le riche et l'élite, ainsi que la fragilité du pouvoir despotique.

## Culture

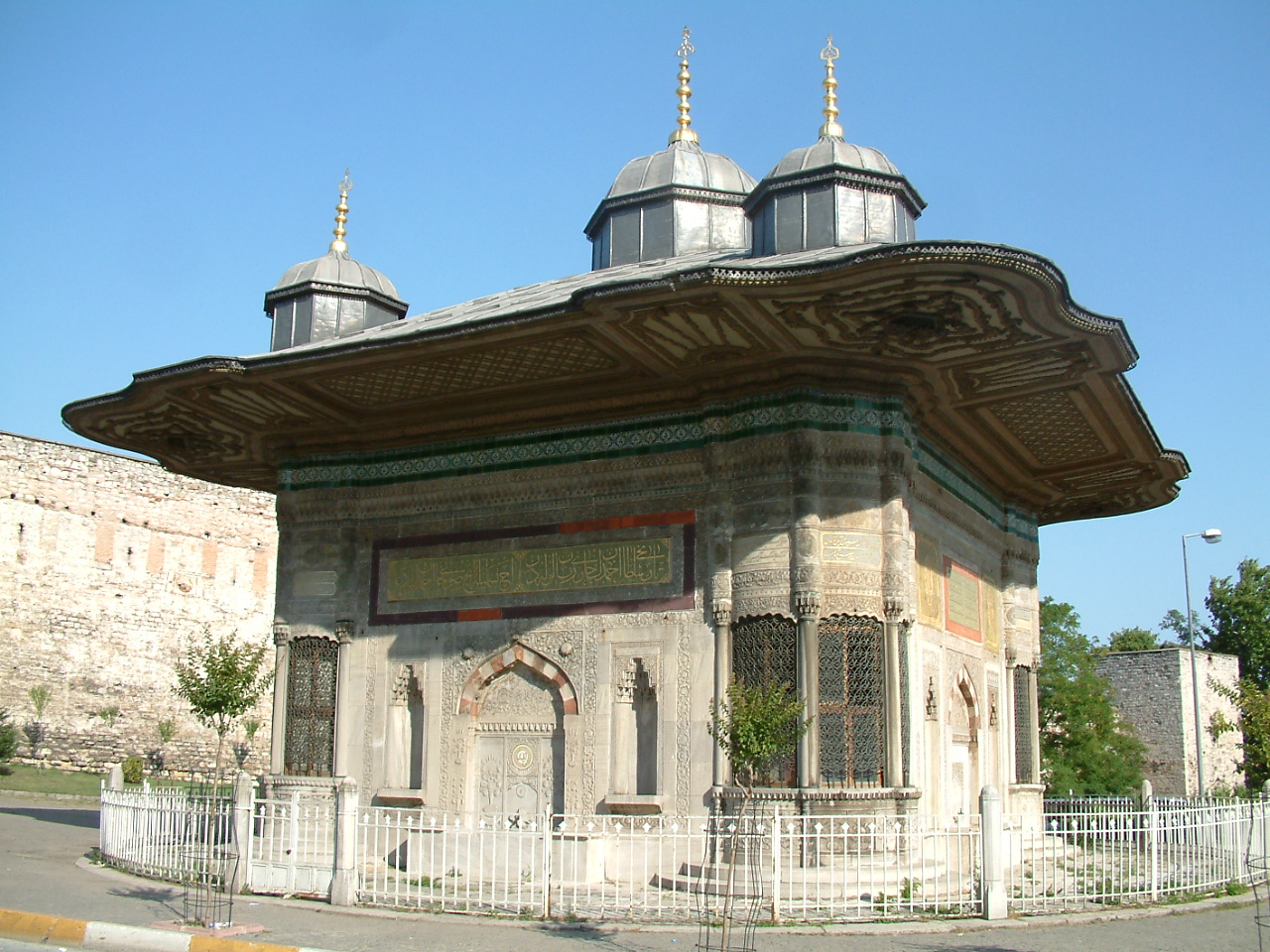
La fontaine d'Ahmed III est un exemple classique de l'architecture de cette époque

La période a vu fleurir les arts, la culture et l'architecture. Le style de l'architecture et de la décoration est devenu plus élaboré, influencé par la période baroque en cours en Occident. La fontaine d'Ahmed III, en face du palais de Topkapı à Istanbul, en est un exemple classique. Son style architectural résulte de la fusion d'éléments islamiques classiques avec des éléments de l'Europe baroque, ce qui en fait une architecture originale, l'architecture ottomane du XVIIIe siècle.
La tulipe a été également célébrée dans la poésie et ses motifs utilisés en peinture. Jusqu'à ce jour, la tulipe est considérée dans la Turquie moderne comme l'incarnation de la perfection et de la beauté. Turkish Airlines décore ses avions avec une 
tulipe sur leur fuselage.

## Personnalités importantes pendant cette période
- Nevşehirli Damat Ibrahim Pacha (1718-1730) était le grand vizir de l'Empire. La période des Tulipes correspond plutôt à son vizirat qu'aux années de règne du sultan Ahmed III.

- Le grand amiral Mustafa Pasa était le fils adoptif du grand vizir. Il reste célèbre pour avoir créé 44 variétés de tulipes[AgeT 2].

- Ibrahim Muteferrika est un converti hongrois qui a fondé la première imprimerie ottomane, considérée comme un symbole de la période.

- Nedim est un poète qui a innové en mettant en question les canons traditionnels de l'écriture classique ottomane.

- Abdülcelil Levni est un miniaturiste exceptionnel qui a commencé à travailler d'Edirne à Istanbul, où il a étudié la peinture. Il est devenu le peintre de la cour, où la tradition ottomane d'albums miniatures a été relancée. Les albums qui ont été peints par Levni, appelés albums Tulipe, reflétaient la structure des classes elle-même, classant les membres distingués du régime selon des réalisations horticoles[AgeT 2].

## Rébellion antitulipe
Le prix des bulbes de tulipe a commencé à augmenter dans les dernières décennies du XVIIe siècle et atteint un sommet en 1726-1727 avant l'intervention de l'État. Cette augmentation reflétait la demande de bulbes rares, surévalués, et la demande croissante de fleurs pour les palais et les jardins de l'élite.
La manie des tulipes a montré que l'État pouvait réguler l'économie en augmentant le prix des bulbes. Les courtiers de l'époque ont transmis une pétition pour dénoncer la pratique des vendeurs de fleurs qui, selon eux, profitaient de l'élite en augmentant le prix des bulbes. Cette pétition a conduit à l'obligation de fournir les inventaires de fleurs et les listes de prix au juge d'Istanbul pour contrôle.

## En savoir plus
- Tulipomanie, au XVIIe siècle, pendant l'âge d'or hollandais
- (tr) Derinsular.com - Yakın Tarih (1): Lale Devri
- (tr) Enfal.de - Lale Devri (ère des tulipes)
- (en) Encyclopædia Britannica en ligne - Abdülcelil Levni
- (tr) Yılmaz, Nalan. Les études ottomanes en ligne - OSMANLI MİNYATÜR SANATININ SON NAKKAŞLARINDAN LEVNİ

## Source de la traduction
- (en) Cet article est partiellement ou en totalité issu de l’article de Wikipédia en anglais intitulé « Tulip period » (voir la liste des auteurs).